# 安阳站
安阳站位于河南省安阳市北关区，是京广铁路、安李铁路的车站。车站现时为隶属中国铁路郑州局集团安阳综合段的一等站，办理客、货运业务。
因车站位于郑州局所管辖京广铁路的最北端，故被称作郑局“北大门”。

## 历史
本站建站于1905年7月13日，初时根据所在彰德府命名为彰德站。1906年4月1日，车站随平汉铁路开通而开办营业。民国时废府治为安阳县，车站于1916年2月更名为安阳站:1,11,17。1949年后，车站经历多次改扩建。1990年代末期，本站完成电气化改造。

## 利用情况
截至2023年10月全国铁路季度调图，安阳站图定站停列车共51列。

## 事故
1969年8月28日，34次旅客快车进入异线，与6道走行的1095号机车发生追尾，造成1人死亡、38人受伤:19。
2016年12月10日9时41分，由韶山9型0045号机车牵引的黄村-棠溪X103次特快货物班列以125km/h运行至郑州局京广线安阳客场-安阳运转场间K491+407处，机车乘务员发现运行前方有数名作业人员侵入限界，立即鸣笛并采取紧急制动措施，但在减速过程中，机车与作业人员相撞，9时42分列车头部越过166#道岔停于K492+212处。事故造成6人死亡，其中两人为铁路职工，四人为协助民工。该列车和一列客车、两列货车均受此次事故影响，X103次直至10时28分才从安阳开出。

## 图集

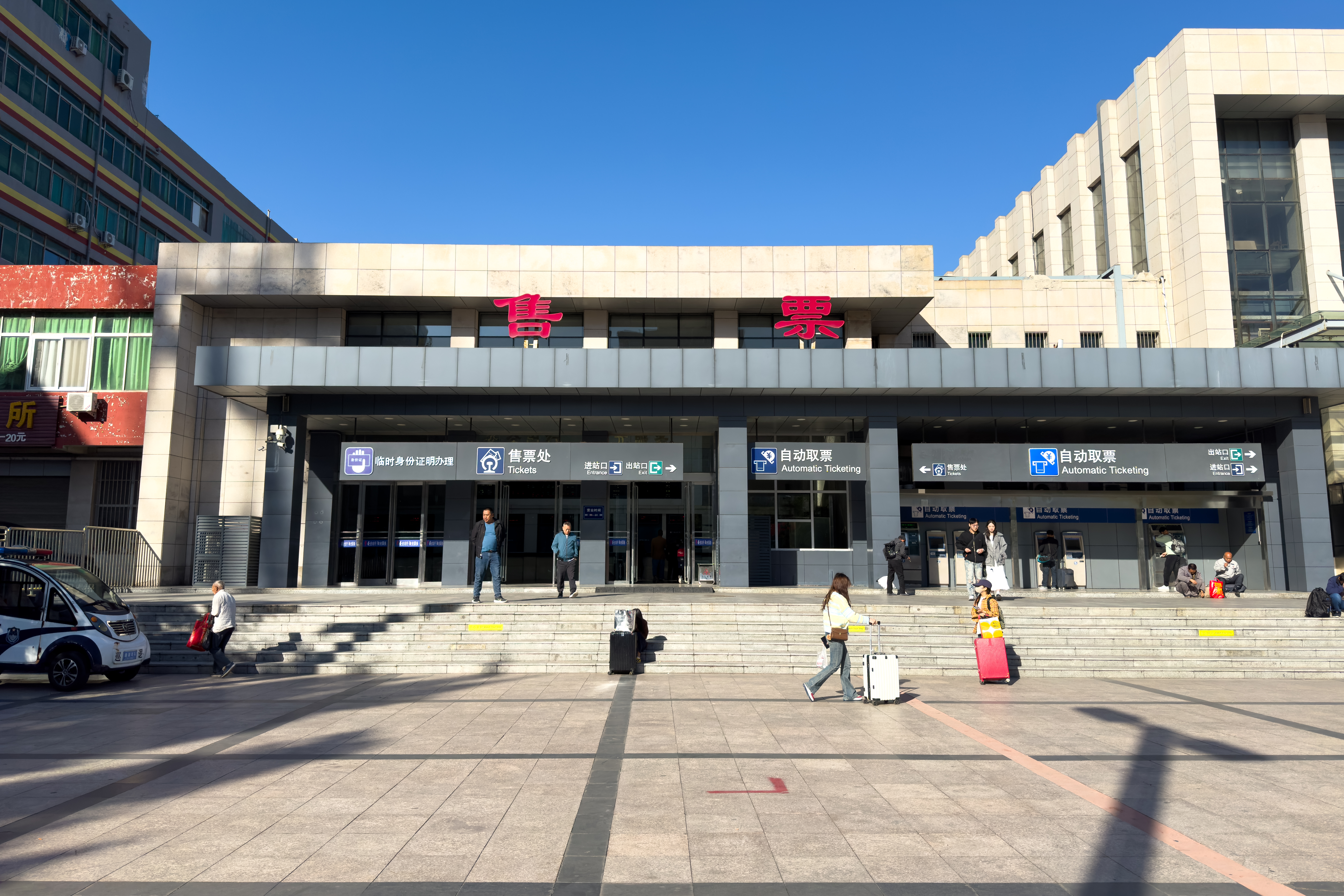
售票处
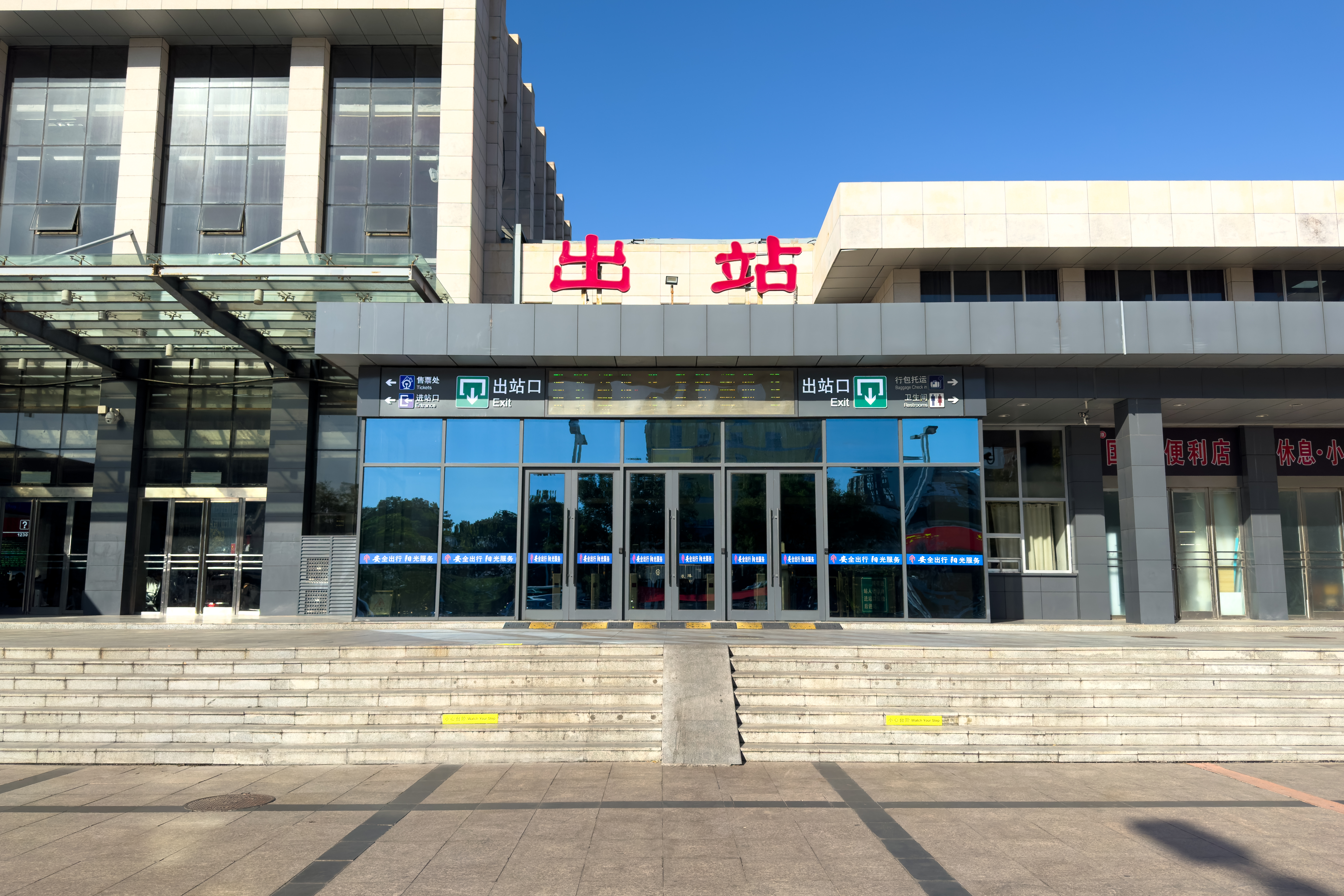
出站口
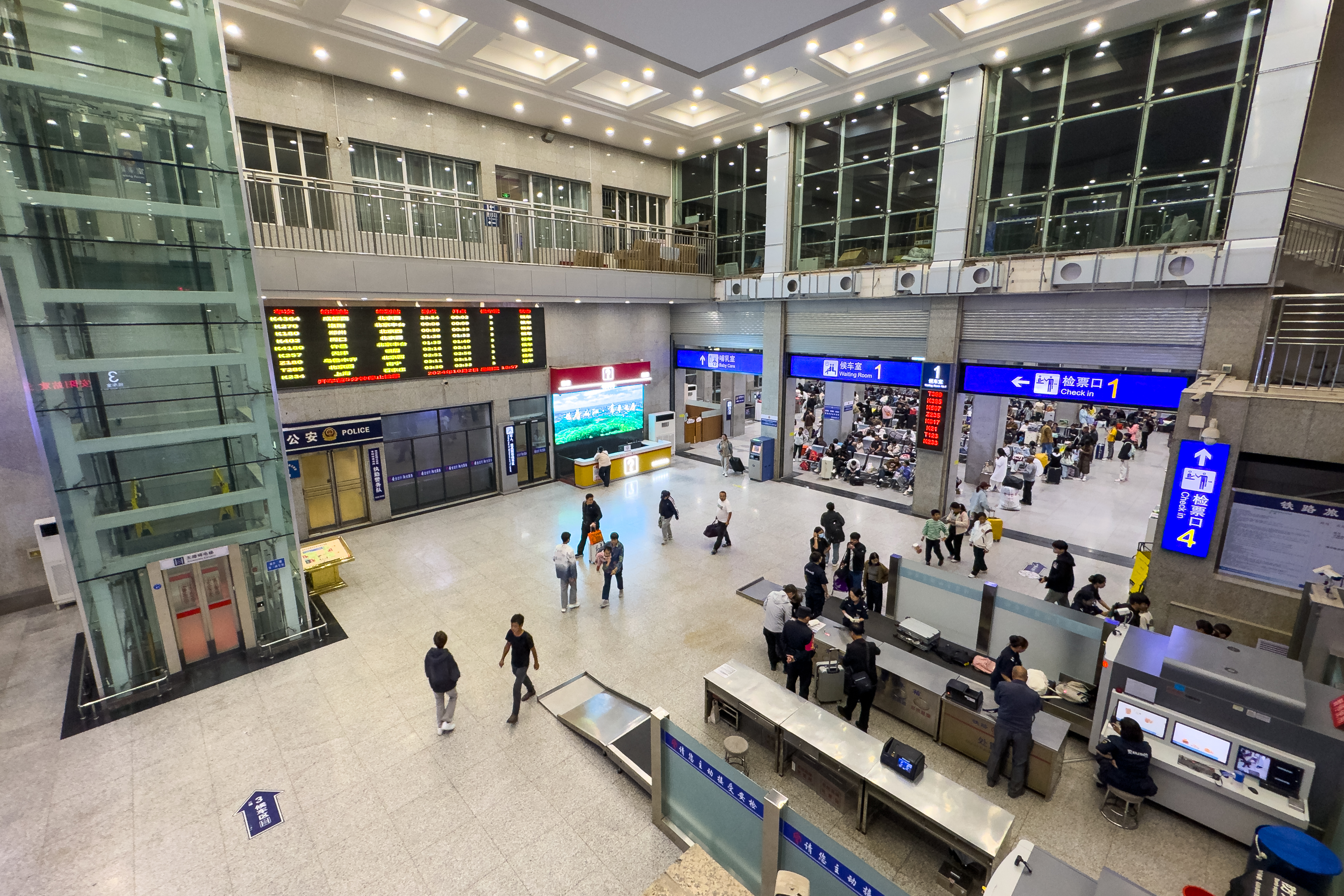
站厅
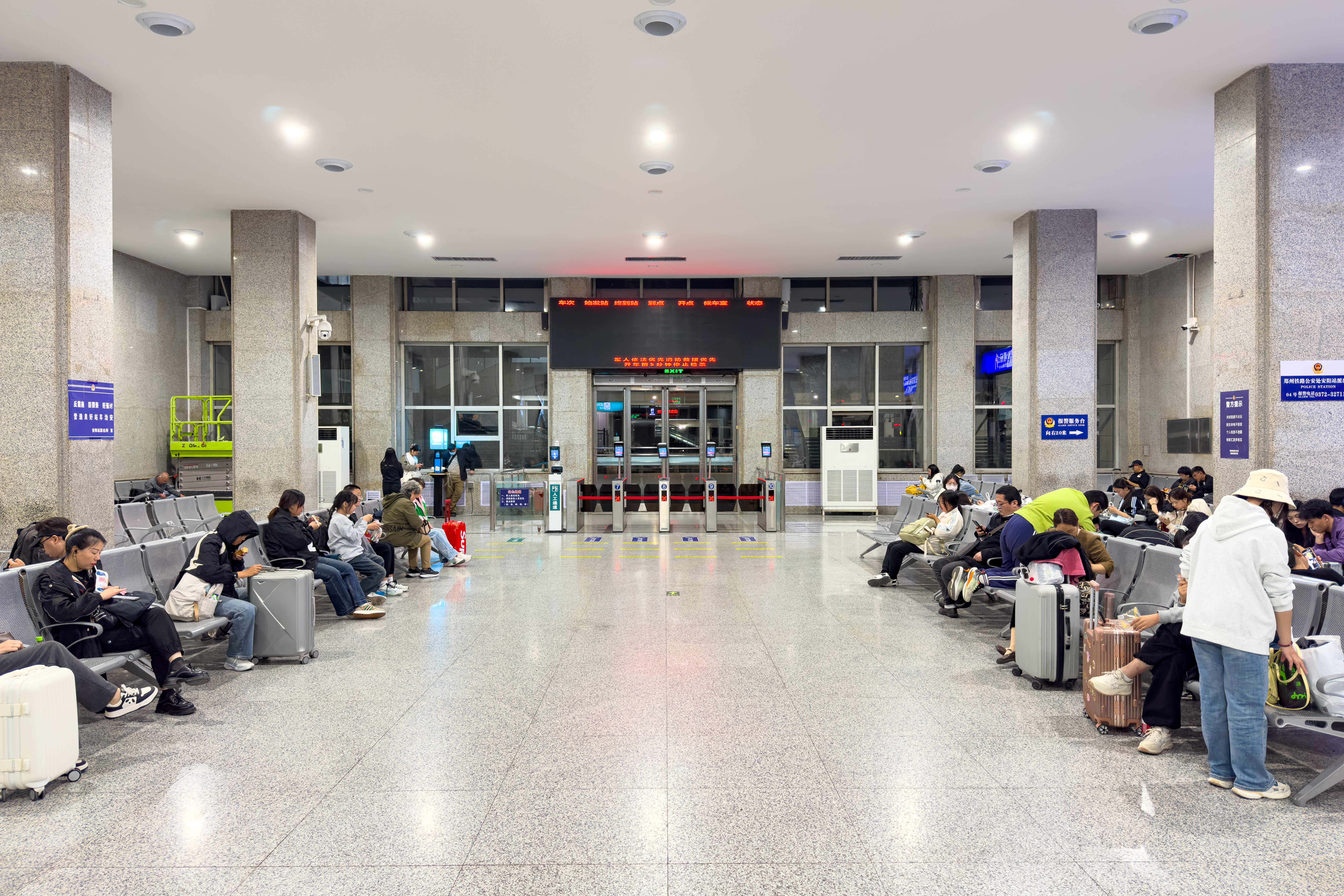
2候车室
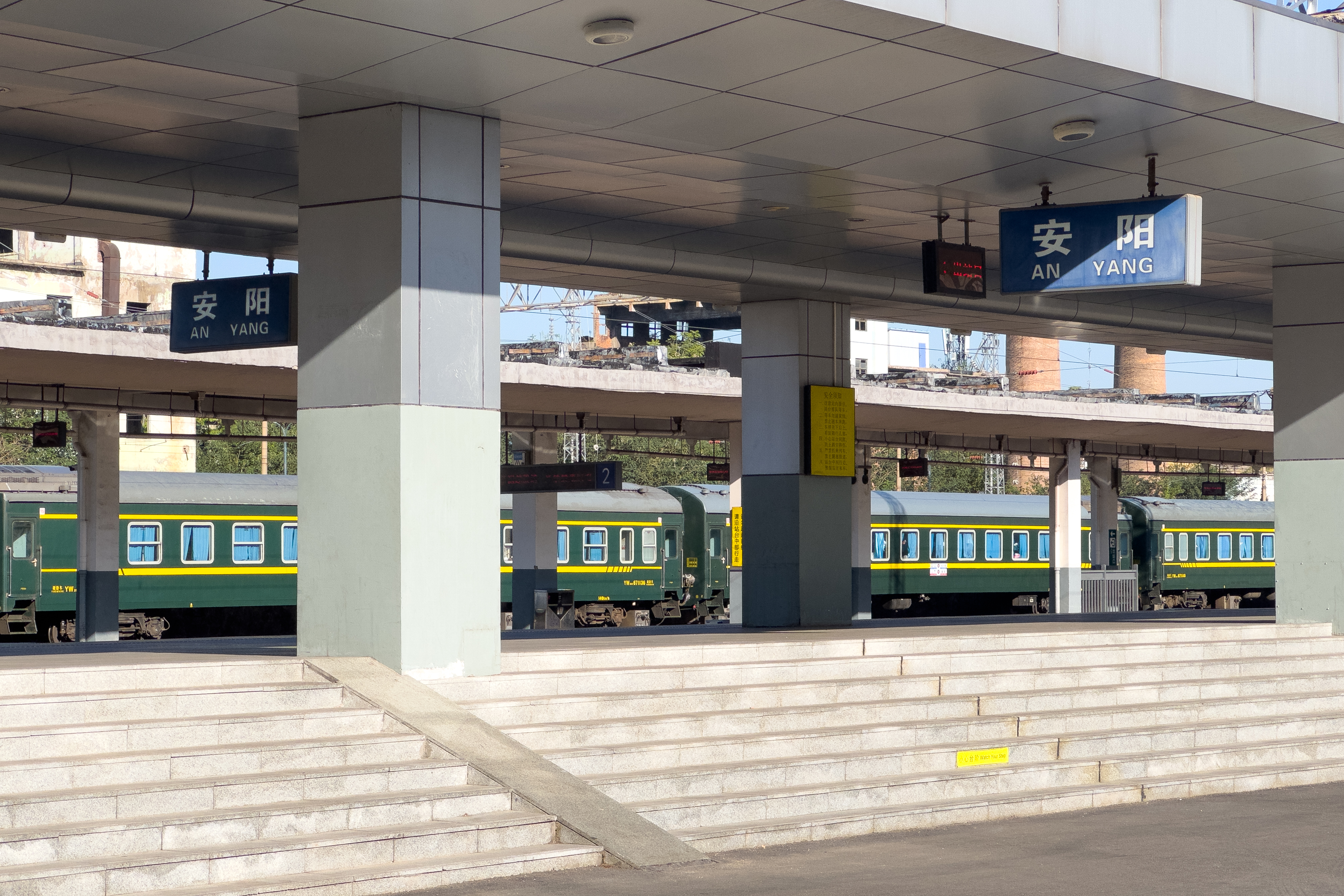
1站台
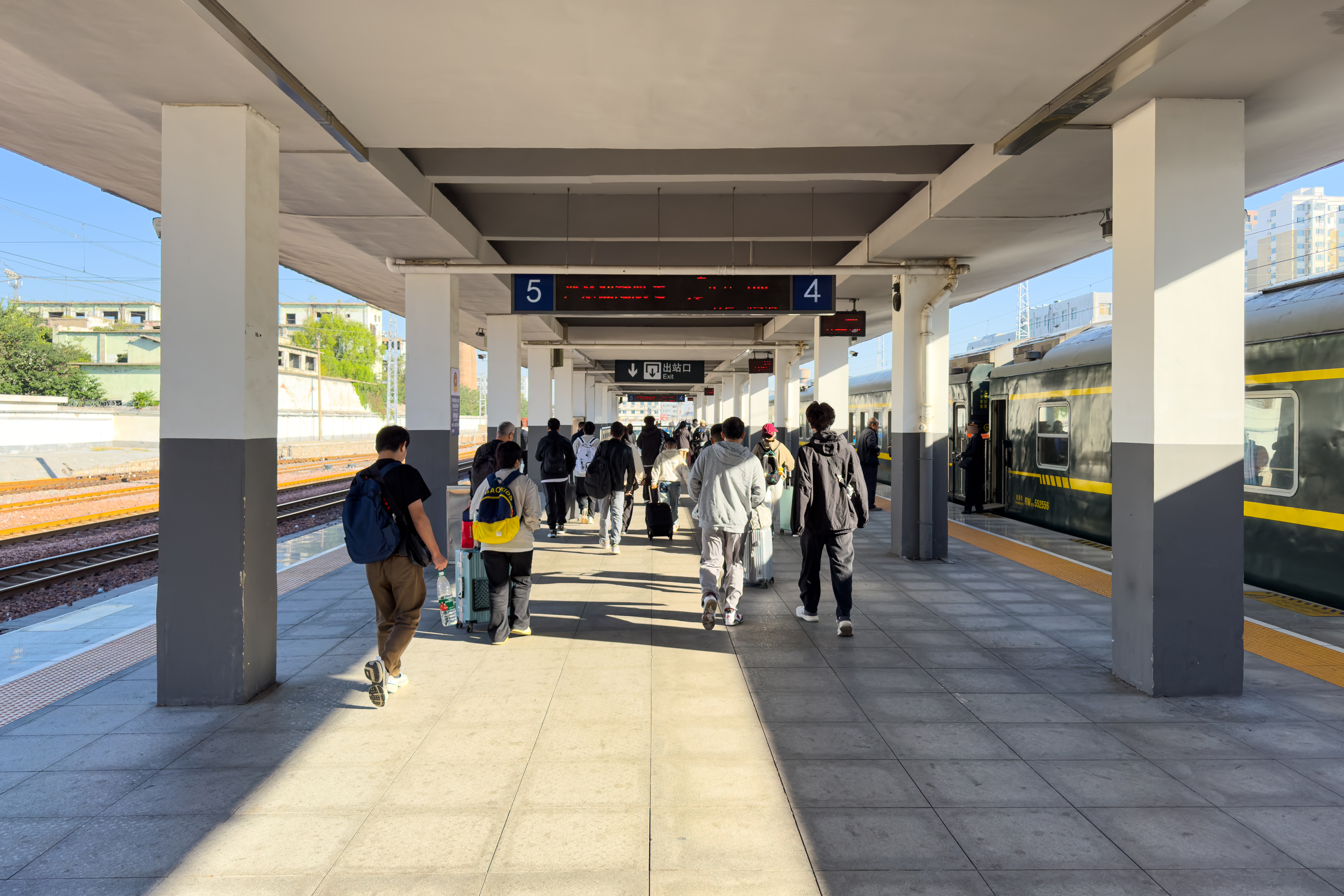
4、5站台
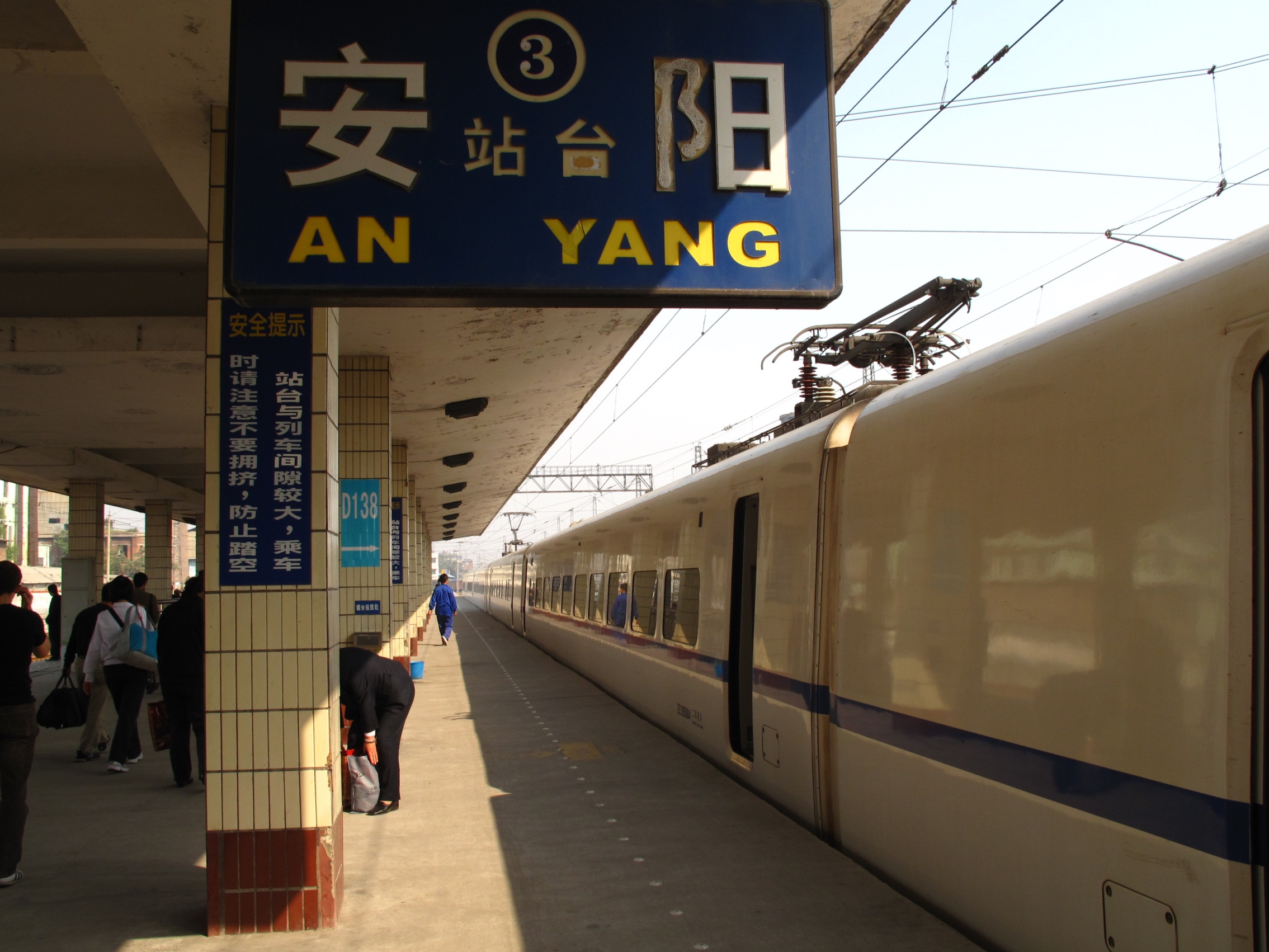
2009年10月，北京西至安阳的D137/138次列车停靠在3站台；该列车已于2012年随京广高速铁路开通而停运[10]。